# Восход (Буда-Кошелёвский район)
Восхо́д (бел. Васход; до 1929 года — Пятый посёлок) — посёлок в Губичском сельсовете Буда-Кошелёвского района Гомельской области Белоруссии.

## География
В 25 км на юго-запад от районного центра и железнодорожной станции Буда-Кошелёвская (на линии Жлобин — Гомель), в 42 км от Гомеля.

## Транспортная сеть
Транспортные связи по просёлочной, затем автомобильной дороге Жлобин — Гомель. Планировка состоит из короткой улицы, близкой к меридиональной ориентации. Застройка деревянными домами усадебного типа.

## История
Основан в начале 1920-х годов переселенцами с соседних деревень на бывших помещичьих землях. В 1930 году жители посёлка вступили в колхоз. На фронтах Великой Отечественной войны погибли 17 жителей. В составе колхоза «Авангард» (центр — деревня Старая Буда).
До 16 декабря 2009 года в составе Старобудского сельсовета.

## Население
2004 год — 19 хозяйств, 29 жителей.